# Estació de les Moreres
Les Moreres és una estació de la línia 9 del metro de Barcelona. En aquesta estació hi tindran parada en un futur trens de la L2.
Dona servei a la part oriental del Prat de Llobregat, a l'escola Charles Darwin, a l'institut Estany de la Ricarda, a l'escola honorable Josep Tarradellas, a la Sant Jaume, a l'institut Salvador Dalí, a l'institut Illa dels Banyols i a l'Escola Oficial d'Idiomes del Prat. L'accés és per l'av. Pare Andreu de Palma amb av. Verge de Montserrat. És una estació de tipus entre pantalles i disposa d'escales mecàniques i ascensors per a persones amb mobilitat reduïda (PMR).
La previsió inicial era obrir l'estació l'any 2007, però donats els contratemps es va posar en funcionament el 12 de febrer de 2016.
| Metro de Barcelona              |                 |         |            |                        |
| Procedència/Destinació          | <               | Línia   | >          | Procedència/Destinació |
| Aeroport T1                     | El Prat Estació |         | Mercabarna | Zona Universitària     |
| Projectat                       |                 |         |            |                        |
| Aeroport T1                     | La Ribera       |         | Mercabarna | Badalona Pompeu Fabra  |
| Aeroport T1                     | La Ribera       | Can Zam | Mercabarna |                        |
| Font recorregut: PDI 2009-2018. |                 |         |            |                        |